# ハンセン中国レッドチップ指数
ハンセン中国レッドチップ指数（ハンセンちゅうごくレッドチップしすう、Hang Seng China-Affiliated Corporations Index、HSCCI、恒生香港中資企業指数）やレッドチップ指数は、香港証券取引所に上場する中国政府系企業のレッドチップ銘柄のうち、流動性の高い25銘柄を採用して計算される株価指数。

## 構成銘柄
| 凡例 Ⓗ：ハンセン指数構成銘柄 Ⓒ：ハンセン中国企業指数構成銘柄 |

- 崑崙能源（SEHK：0135[1]）
- 招商局港口控股（SEHK：0144[2]）Ⓗ
- 深圳国際控股（SEHK：0152[3]）
- 中国光大控股（SEHK：0165[4]）
- 中国光大国際（SEHK：0257[5]）
- 中国中信（SEHK：0267[6]）ⒽⒸ
- 粤海投資（SEHK：0270[7]）Ⓒ
- 華潤啤酒（SEHK：0291[8]）
- 上海実業控股（SEHK：0363[9]）
- 北控水務集団（SEHK：0371[10]）
- 北京控股（SEHK：0392[11]）
- 深圳控股（SEHK：0604[12]）
- 中国海外発展（SEHK：0688[13]）Ⓗ
- 中国聯合網絡通信 (香港)（SEHK：0762[14]）Ⓗ
- 中国金茂控股集団（SEHK：0817[15]）
- 華潤電力控股（SEHK：0836[16]）Ⓗ
- 中国海洋石油（SEHK：0883[17]）ⒽⒸ
- 中国移動（SEHK：0941[18]）ⒽⒸ
- 中国太平保険（SEHK：0966[19]）
- 華潤置地（SEHK：1109[20]）ⒽⒸ
- 華晨中国汽車控股（SEHK：1114[21]）
- 華潤燃気（SEHK：1193[22]）
- 中遠海運港口（SEHK：1199[23]）
- 中国蒙牛乳業（SEHK：2319[24]）Ⓗ
- 華潤医薬集団（SEHK：3320[25]）

以上25社、2018年3月29日現在。